# Isa Tròlec
Joan Baptista Mengual i Llull, más conocido por su seudónimo Isa Trolec, (Sanet y los Negrales, la Marina Alta, 14 de diciembre de 1945 - Valencia, L'Horta, 26 de junio de 1992) fue un escritor valenciano.  

## Biografía y obra
Juan Bautista Mengual entre 1962-1968 hizo la licenciatura en medicina y Cirugía en la Universitat de València, después de la cual pasa unos años en varios hospitales europeos en estancias a Parma, Viena, Oxford, Gotemburgo. En 1974 obtiene el título de especialista en Psiquiatría. Entre 1978-1982 realizó los estudios de licenciatura en Filosofía y Ciencias de la Educación, sección de Psicología, en la Universitat de Valencia.
En el ámbito profesional desarrolla su trabajo en lugares cada vez más relevantes: asesor psicopedagógico en varios colegios y en el Centro para Autistas El Cau, psiquiatra del Tribunal de Menores de Valencia, director del Centro de Orientación y Diagnóstico de la Cátedra de Psiquiatría de la Universidad de Valencia, jefe del servicio de Sanidad en la Dirección Territorial de Sanidad y Consumo y jefe de la Unidad de Salud Mental del Servicio Valenciano de Salud.
Se presentó a los Premios Octubre con el seudónimo de Isa Tròlec, y ganó el Premio Andrómina de narrativa por la novela humorística Ramona Rosbif, en la que recreaba el ambiente de posguerra con soluciones estilísticas marcadamente valencianas. Al año siguiente publicó Mari Catúfols, en el que mezclaba experimentos literarios de vanguardia con el uso de registros coloquiales valencianos. Ambientadas ambas en la comarca de La Marina, las novelas recogían estampas del paisaje y el estilo de vida tradicional valenciano y de su ocaso durante la posguerra. Abundaban los retratos psicológicos de mujeres y un punto de vista matriarcal . Estas dos novelas alcanzaron un cierto éxito que le dio renombre en el ámbito valenciano. A éstas le siguieron dos obras más, Bel i Babel (1980), y 7x7=49 (1984), que no gozaron del mismo éxito.
En 1995, después de su muerte se publica Llorar en el mar, una novela experimental, protagonizada por Pau, un profesor universitario y su perro Txufi, en el que, entre otros personajes inventados, se pueden vislumbrar, disfrazados, otros de reales, como los profesores de filosofía de la Universidad de Valencia Adela Cortina y Jesús Conill . Esta obra es la más extensa de Juan Bautista Mengual y también la más compleja en cuanto a léxico, registros y trama, y puede considerarse como su obra de madurez.

### Novelas
- Cabo de palos . Valencia: Prometeo, 1979
- Ramona Rosbif . Prólogo de Juan Oleza. Valencia: Tres y Cuatro, 1977.
- Mari Catúfols. Valencia: Tres y Cuatro, 1978.
- Bel i Babel . Valencia: Prometeo, 1980.
- 7x7=49 . Valencia: Tres i Quatre, 1984.
- Ploure a la mar. Alzira: Bromera, 1995.

### Otras publicaciones
- 1977. El bou (Premio La Mata de Jonc de ensayo periodístico en la revista homónima de Elche), revista Dos i Dos, Valencia.
- "La antipsiquiatría de los grafitti", en F. Arias (ed.), Los graffiti, juego y subversión . Valencia: Lindes.
- Balnearis al País Valencià (Premio Rafael Chalver y Consuelo Aranda de ensayo), Alberic.
- "Los retrasados mentales también tienen sexo", en Los Marginados, núm. 3, Valencia.
- "Enseñanza especial o la sutil marginación de los retrasados". En Los marginados, núm. 5, Valencia.
- 1978. Vicent Andrés Estellés (Premio Rafael Cornellà de retrato literario, Blanes) en: Vicent Andrés Estellés, la Marina Alta: libro de Dénia. Pedreguer: Marina Alta, 1981.
- Lleixius de diverses cendres (Premio Ciudad de Olot de teatro), inédito.
- 1978. Cabo de Palos (finalista del Premio Vicent Blasco Ibáñez), Valencia: Prometeo.
- 1978. Qui té una dobleta d'or? ( Accésit al Premio Malvarrosa de narrativa breve). Valencia: Prometeo.
- "El suicida no puede hablar", Los Marginados, núm. 11, Valencia.
- 1978-1984. Colaboración semanal en la Cartelera Turia .
- 1979. "Draps", en varios autores. Bandera Bandera, Valencia: Tres i Quatre.
- 1980. "Flautes d'aigua" (poema), L'Espill . Valencia.
- 1981. Les is sense punt . Premio Francesc Puig i Llença de narrativa breve, Blanes. Tots els premis. Barcelona: Pòrtic.
- 1987. "Enfermedad mental y delito". Monografía en colaboración con J. Carbonell Mateu, catedrático de derecho penal, y J. L. Gómez Colomer, catedrático de derecho procesal. Madrid: Civitas.